# Sierakówek (gromada)
Sierakówek – dawna gromada, czyli najmniejsza jednostka podziału terytorialnego Polskiej Rzeczypospolitej Ludowej w latach 1954–1972.
Gromady, z gromadzkimi radami narodowymi (GRN) jako organami władzy najniższego stopnia na wsi, funkcjonowały od reformy reorganizującej administrację wiejską przeprowadzonej jesienią 1954 do momentu ich zniesienia z dniem 1 stycznia 1973, tym samym wypierając organizację gminną w latach 1954–1972.
Gromadę Sierakówek z siedzibą GRN w Sierakówku utworzono – jako jedną z 8759 gromad na obszarze Polski – w powiecie gostynińskim w woj. warszawskim, na mocy uchwały nr VI/10/3/54 WRN w Warszawie z dnia 5 października 1954. W skład jednostki weszły obszary dotychczasowych gromad Leśniewice, Marianów, Osiny, Sierakówek i Sieraków Wielki, ponadto osady Przerwa, Ruda i Reszka z dotychczasowej gromady Lipa oraz miejscowość Kleniew Nr. 1–6 z dotychczasowej gromady Anielin ze zniesionej gminy Skrzany w tymże powiecie. Dla gromady ustalono 16 członków gromadzkiej rady narodowej.
1 stycznia 1959 do gromady Sierakówek przyłączono obszar zniesionej gromady Skrzany (bez wsi Wola Trębska Parcele) w tymże powiecie.
Gromada przetrwała do końca 1972 roku, czyli do kolejnej reformy gminnej.